# Драги, буди ми непознат
„Драги, буди ми непознат“ је југословенски филм из 1975. године. Режирао га је Владимир Момчиловић, а сценарио је писао Бранислав Ђуричић.

## Улоге
| Глумац              | Улога |
| ------------------- | ----- |
| Светлана Бојковић   |       |
| Жика Миленковић     |       |
| Ташко Начић         |       |
| Драган Николић      |       |
| Радмила Савићевић   |       |
| Власта Велисављевић |       |